# توره خوستراند
توره خوستراند (سوئدی: Tore Sjöstrand؛ ۳۱ ژوئیه ۱۹۲۱ – ۲۶ ژانویه ۲۰۱۱) دونده دو نیمه‌استقامت اهل سوئد بود.
وی در مسابقات کشوری و بین‌المللی در مجموع برندهٔ ۱ مدال طلا، ۱ مدال برنز شده‌است.